# Jochen Babock
Jochen Babock (Erfurt, 26 augustus 1953) is een voormalig Oost-Duits bobsleeremmer. Babock won als remmer van Meinhard Nehmer de olympische gouden medaille in de viermansbob in 1976.

## Resultaten
- Olympische Winterspelen 1976 in Innsbruck  in de viermansbob

1924: Scherrer / Neveu / A.Schläppi / H.Schläppi ·
1928: Fiske / Tucker / Mason / Gray / Parke ·
1932: Fiske / Eagan / Gray / O'Brien ·
1936: Musy / Gartmann / Bouvier / Beerli ·
1948: Tyler / Martin / Rimkus / D'Amico ·
1952: Ostler / Kuhn / Nieberl / Kemser ·
1956: Kapus / Diener / Alt / Angst ·
1964: V.Emery / Kirby / Anakin / J.Emery ·
1968: Monti / De Paolis / Zandonella / Armano ·
1972: Wicki / Leutenegger / Camichel / Hubacher ·
1976: Nehmer / Babock / Germeshausen / Lehmann ·
1980: Nehmer / Musiol / Germeshausen / Gerhardt ·
1984: Hoppe / Wetzig / Schauerhammer / Kirchner ·
1988: Fasser / Meier / Fässler / Stocker ·
1992: Appelt / Schroll / Winkler / Haidacher ·
1994: Czudaj / Brannasch / Hampel / Szelig ·
1998: Langen / Zimmermann / Jakobs / Hampel ·
2002: Lange / Kühn / Kuske / Embach ·
2006: Lange / Hoppe / Kuske / Putze ·
2010: Holcomb / Mesler / Tomasevicz / Olsen ·
2014: Melbārdis / Dreiškens / Vilkaste / Strenga  ·
2018: Friedrich / Bauer / Grothkopp / Margis   ·
2022: Friedrich / Margis / Bauer / Schüller